# Liwā' al Jāmi‘ah
Liwā' al Jāmi‘ah (arabiska: لواء الجامعة) är ett departement i Jordanien.   Det ligger i guvernementet Amman, i den norra delen av landet, 9 km nordväst om huvudstaden Amman.